# Hvozdík kropenatý
Hvozdík kropenatý (Dianthus deltoides) je vytrvalá bylina z čeledi hvozdíkovitých. Rodové jméno Dianthus pochází z latinského slova deus = bůh a řeckého anthos = květ (boží květ, léčivá bylina), druhové jméno deltoides = trojúhelníkový (tvar korunních lístků).

## Popis
Jedná se o trsnatou, 10 – 30 cm vysokou rostlinu, na kterou můžeme v přírodě narazit od června do října.
Lodyha je chudě větvená (vidličnatě), tence oblá a krátce chlupatá. Rozlišujeme 2 typy lodyh: krátké nekvetoucí a dlouhé kvetoucí.
Listy jsou čárkovité až úzce kopinaté špičaté a po okraji zoubkovitě drsné. Dorůstají do délky 1 - 2,5 cm a šířky 1 – 3 mm. Listy z přízemní růžice někdy přezimují.
Květy mají válcovitý tvar a květní obaly rozlišené na zelený, ale často nafialovělý nebo načervenalý, úzký, trubkovitý kalich,který je nevonný a karmínově až nachově červenou korunu, složenou z pěti korunních lístků, na jejímž ústí můžeme pozorovat bílé tečky a příčné linky. Konce korunních lístků bývají zubatě zakončené. Květy jsou umístěné na delších stopkách, buď jednotlivě nebo v chudých vidlanech. V květu se nachází 10 tyčinek.
Plodem jsou válcovité tobolky.

## Rozšíření
Hvozdík kropenatý můžeme najít na mezích, slunných stráních, loukách, pastvinách, okrajích lesů a vřesovištích. Roste na suchých až mírně vlhkých půdách, které mohou být minerálně chudé, kyselé, písčité, hlinité i humózní. Bylina se vyhýbá vápenité půdě.
Výškově se tento druh vyskytuje od nížin po pahorkatiny. Areál rozšíření zahrnuje téměř celou Evropu - na severu zasahuje až po Skotsko a jižní část Norska, Finska a Švédska. Rostlina byla také zavlečena do Severní Ameriky.Vytváří souvislé porosty.

## Využití
Rostlina je pěstována výhradně pro zahradnické účely. V lidovém léčitelství se z hvozdíku kropenatého připravují aromatické čaje, které pomáhají při rýmě a mají tišící a nervy uklidňující účinek.

## Zajímavosti
Opylovači hvozdíku jsou denní motýli.

## Lidové názvy
mrtvého oči, slzičky, hřebíček, kropenka, strakáček, hvozdička, kartouzek, klíneček, planý karafiát, pyrkovka, slzičky Panny Marie, očka, očička, svaté slzy, karafiátek, svatebník.

## Synonyma
- slzičky panny Marie

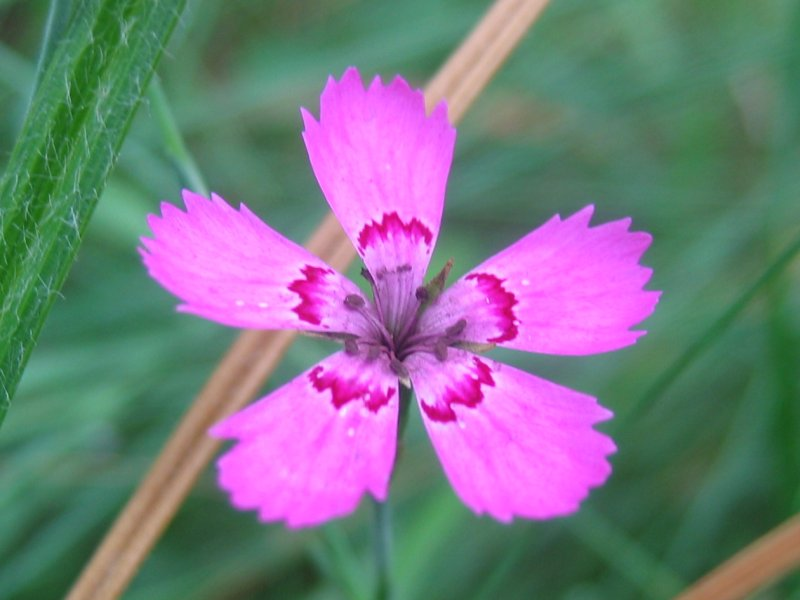
Detail květu
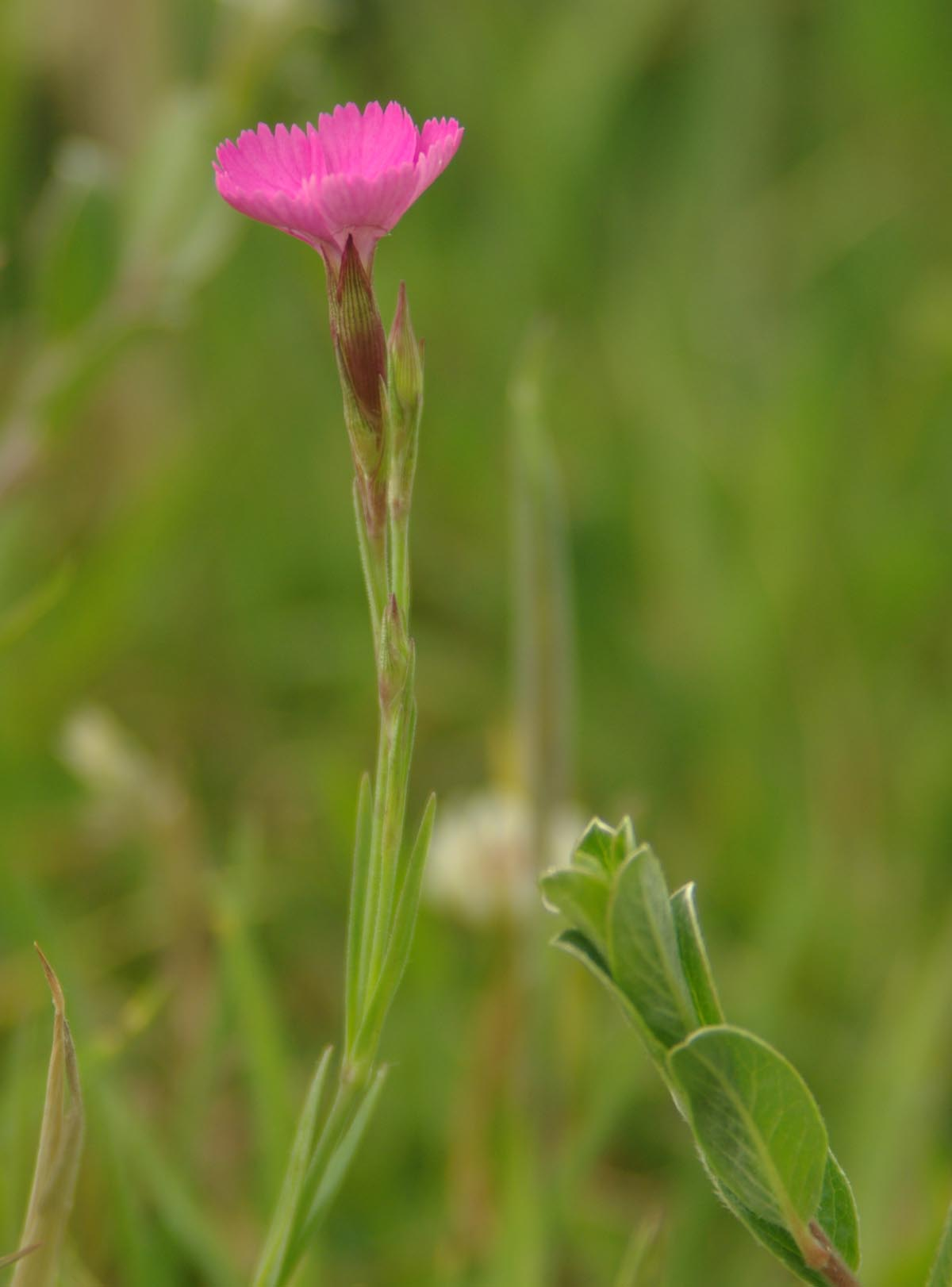
Detail postavení květu na stonku
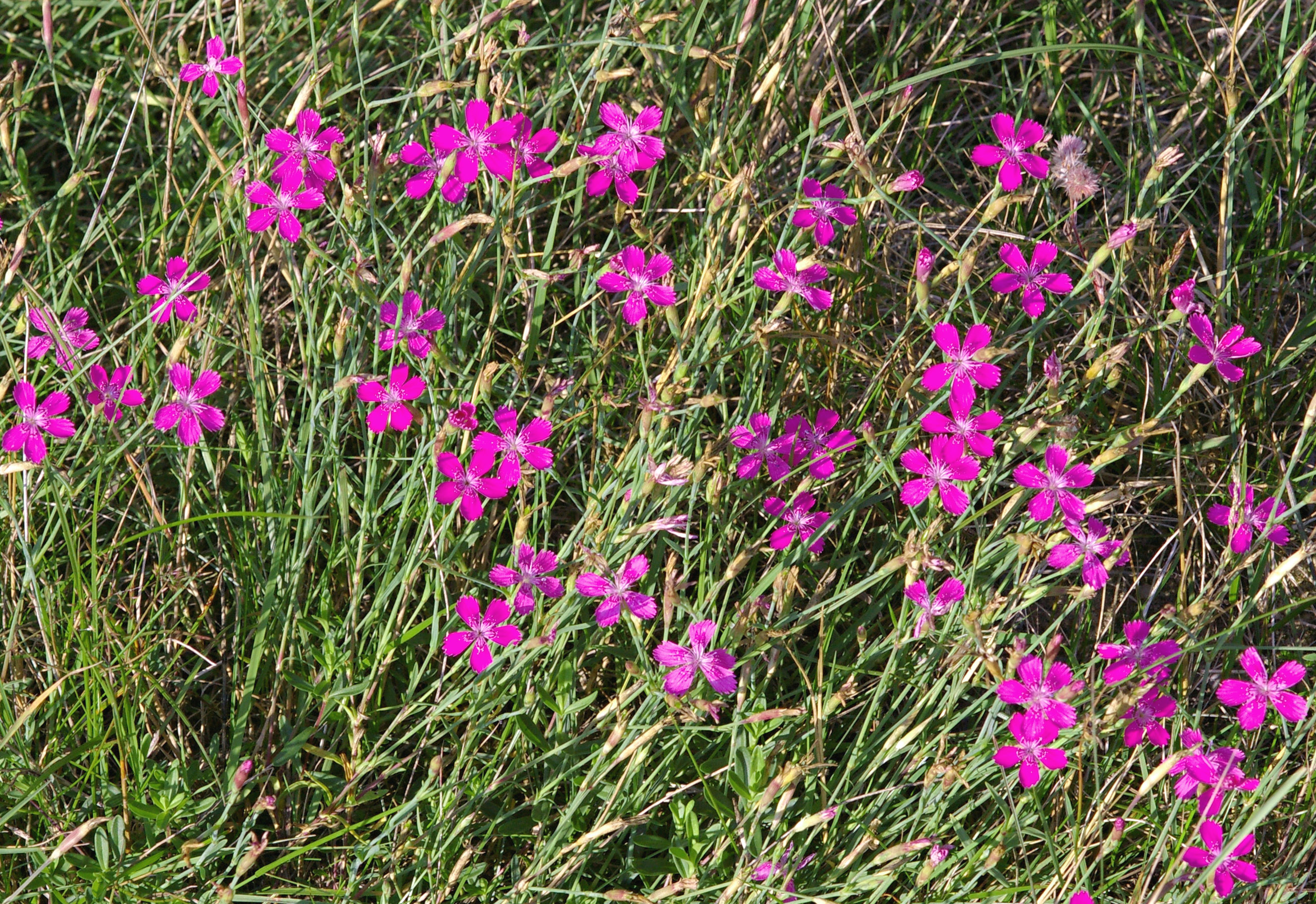
Typické uskupení
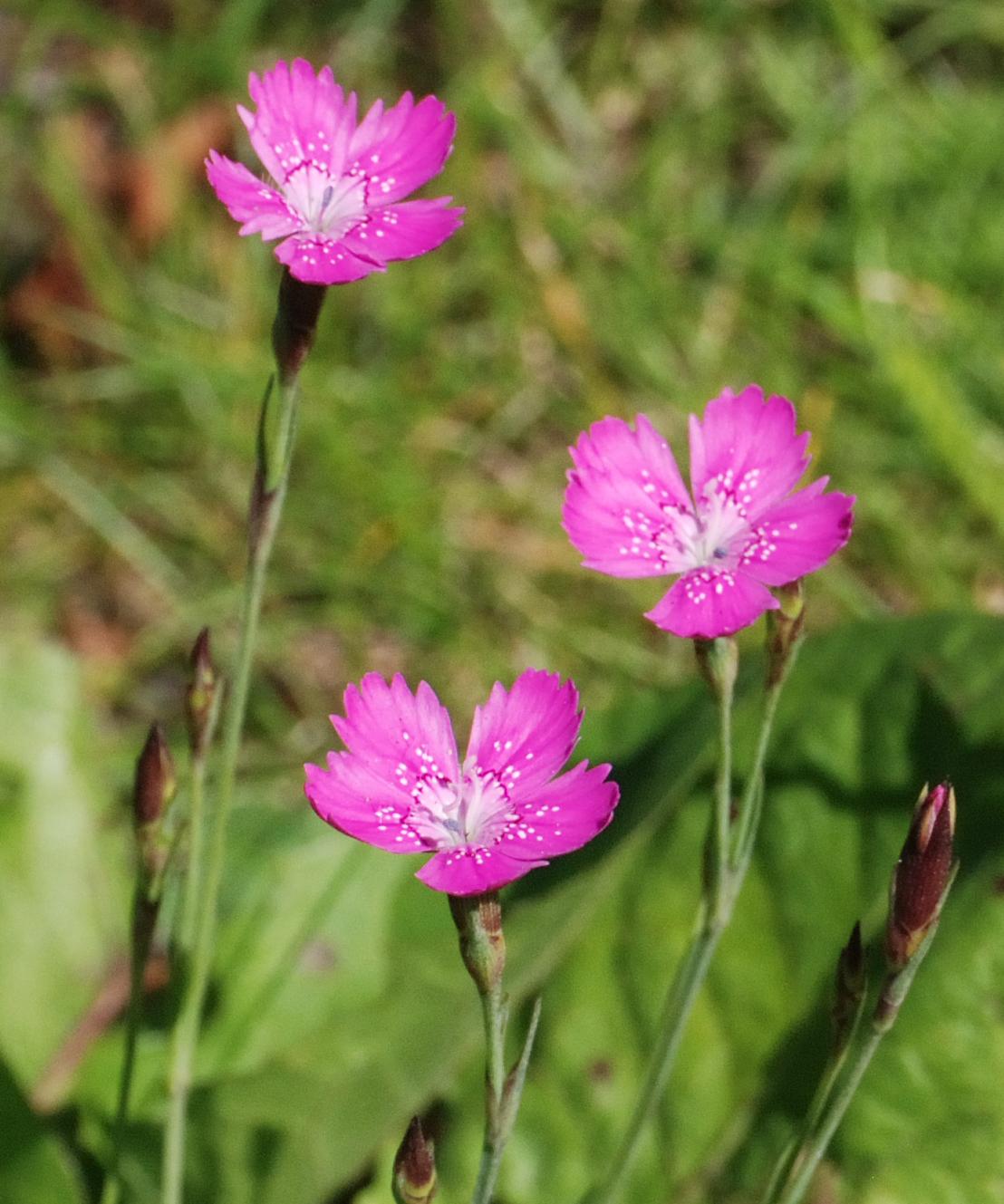
Detail uskupení
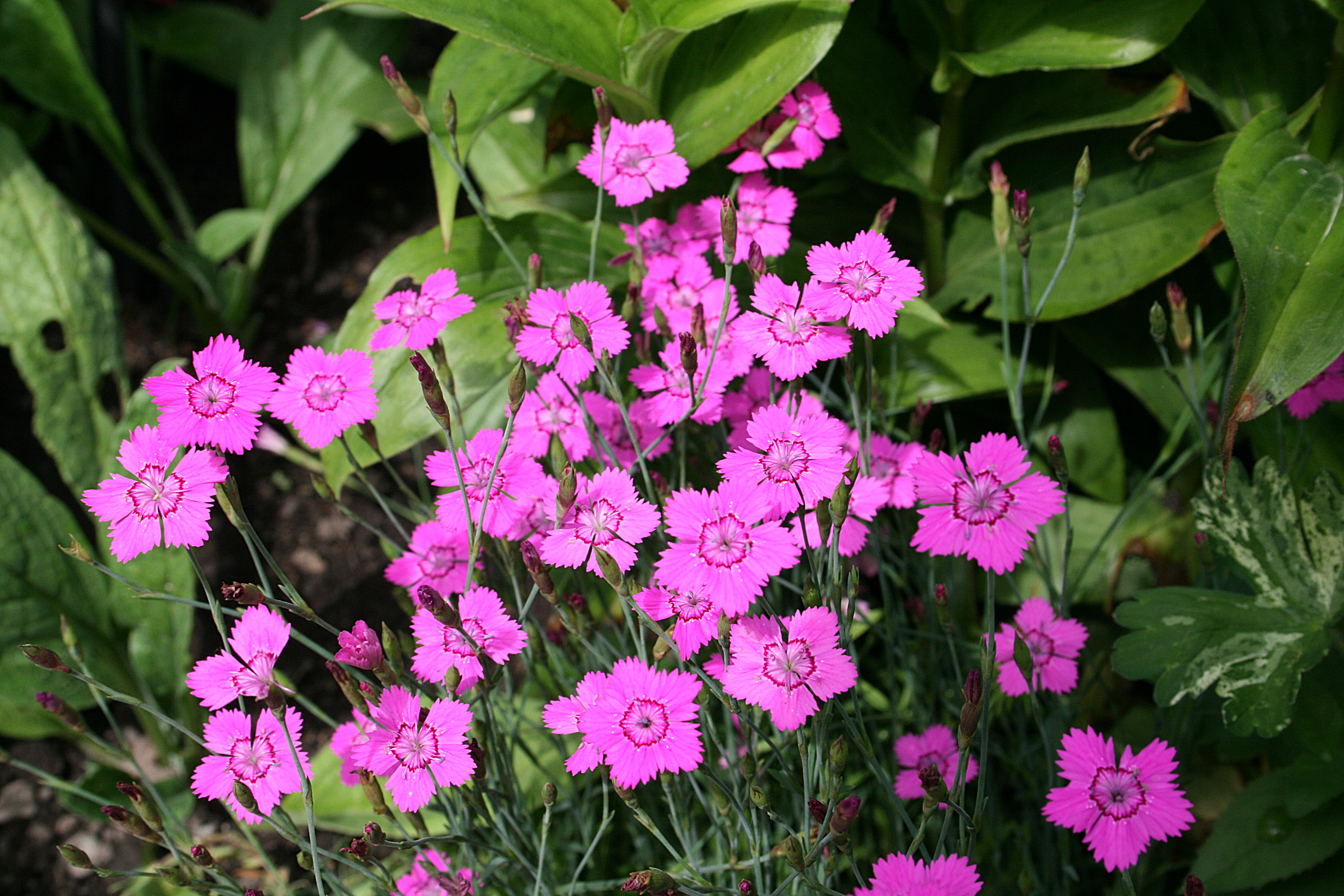
Dianthus deltoides subsp. alpinus